# R. Paul Butler
Paul Butler, es un astrónomo estadounidense que está en la búsqueda de planetas extrasolares.
Recibió una licenciatura y una maestría de la Universidad Estatal de San Francisco, completando una tesis de maestría con Geoffrey Marcy, y luego completó sus estudios de doctorado en la Universidad de Maryland, College Park en 1993. Sus estudios de posgrado se centró en el diseño de un muy sensible espectrógrafo para detectar planetas extrasolares requerido para la detección de planetas extrasolares a través de las variaciones en la velocidad radial de su estrella madre. Desde 1999 ha sido un miembro del personal científico de la Institución Carnegie para la Ciencia.
Marcy y Butler compartieron la Medalla Henry Draper en el 2001. Fue nombrado  por la revista Discover Magazine "Científico del Espacio del Año" en el 2003. 
Como un estudiante de secundaria en 1977, el Dr. Butler aprendió técnicas de cálculo de las órbitas cuando asistió al Programa de Ciencia de Verano.